# Samuel Perkins Spear
Pour les articles homonymes, voir Spear.
Samuel Perkins Spear (né en 1815 à Boston, État de Massachusetts, et décédé le 4 mai 1875 à New York, État de New York) est un Brigadier général de l'Union. Il est enterré à Brooklyn, État de New York.

## Avant la guerre
Samuel P. Spear entre dans l'armée à l'âge de 18 ans en tant que simple soldat dans le 2nd Dragoons,. Il quitte le 2nd Dragoons en tant que premier sergent le 10 aout 1844. Au début de la guerre américano-mexicaine, le 2nd Dragoons est transféré sous le commandement du général Winfield Scott. Il participe alors à toutes les batailles. Il est blessé lors de la bataille de Cerro Gordo au côté gauche.
Du 1er octobre 1848 au 1er août 1858, il se réengage dans le 2nd Dragoons en tant que simple soldat et termine cette période en tant que sergent major. En 1855, il participe à une expédition contre les Sioux dans l'Utah sous les ordres du général Albert Sidney Johnston et de l'adjudant général Fitz John Porter.
Du 11 juin 1859 au 15 décembre 1859, il est ordonnance. Il sert ensuite dans le 2nd U.S. cavalry du 2 mars 1860 au 6 août 1861.

## Guerre de Sécession
Samuel Perkins Spear est nommé lieutenant-colonel du 11th Pennsylvania cavalry le 5 octobre 1861 après avoir reçu une commission pour lever un régiment de cavalerie,.
Il est promu colonel 20 août 1862. En juin 1863, il traduit devant la cour martiale le lieutenant-colonel George Stetzel, du 11th Pennsylvania cavalry, pour injure et désobéissance. Reconnu coupable, ce dernier est suspendu pendant deux mois.
Lors de la bataille de Brandy Station, le général confédéré William Henry Fitzhugh Lee est blessé. Le 26 juin 1863, alors que le colonel Samuel P. Spear effectue une mission de destruction du pont du Virginia Central Railway et du dépôt de Hanover Station, il apprend que le fils du général Robert E. Lee est en convalescence à proximité à Hickhory Hill. Il capture ainsi William Henry Fitzhugh Lee.
Il participe à la bataille de Ream's Station où son régiment perd 11 officiers et 220 hommes.
Il participe à la bataille de Five Forks au cours de laquelle il est blessé par deux fois, au pied et à la tête. Il commande alors la 2nd brigage de la division de cavalerie du général Mackenzie. Au cours des combats, il commande personnellement une charge de son ancien régiment contre des positions confédérées. Le lieutenant-colonel Franklin Asa Stratton rapporte que : 

« Les rebelles furent dispersés dans tous les points. Leur nombre, après cela incertain, était de 600, le double de mon régiment. »

 Le succès de la charge a cependant été chèrement acquis : Samuel P. Spear, blessé est remplacé par le colonel Andrew W. Evans du 1st Maryland. 
Il est breveté brigadier général des volontaires le 13 mars 1865 pour grande bravoure personnelle à Darbytown près de Richmond. Il quitte le service actif le 9 mai 1865.

## Après la guerre
Samuel Perkins Spear se retire alors à New York. Sa santé se détériore son à ses longues années de service. Il meurt à l'hôpital St Luke de New York.